# Puerto Aysén
Puerto Aysén es una ciudad chilena, ubicada en la Región de Aysén, en la zona austral de Chile. Es capital de la comuna de Aysén y de la provincia de Aysén. Se ubica a orillas del río Aysén, 3 km al interior del fiordo de Aysén. Solo en la ciudad tiene una población estimada de 27 000 habitantes en 2017, transformándola en la segunda ciudad de importancia en la región después de la Capital Regional: Coyhaique.

## Historia

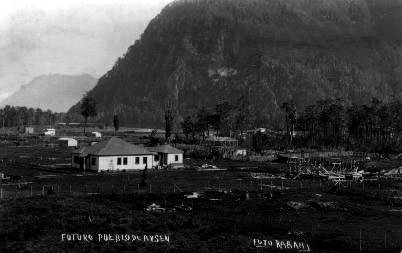
Fotografía histórica en donde se menciona como el «Futuro Pueblo de Aysén».

Las primeras noticias de colonos establecidos en la zona de Puerto Aysén datan de mediados del siglo XIX. Habrían sido principalmente chilotes, alemanes e inmigrantes argentinos que se dedicaron a la pesca, la ganadería y la extracción del ciprés de las Guaitecas. A principios del siglo XX, el Estado de Chile estableció una serie de concesiones de tierras en la Patagonia chilena, que determinarían la forma en que se iba a poblar ese territorio. La primera de ellas fue cedida en 1903 a la recién organizada Sociedad Industrial de Aysén (SIA). En virtud de ella, la SIA se comprometería, entre otras cosas, a radicar en la zona a 100 familias sajonas y establecer la navegación regular entre Aysén y Puerto Montt. Con el objetivo de sacar su producción al océano Pacífico, la SIA construyó en la costa bodegas para la recepción y despacho de mercaderías. Así nació Puerto Aysén en el año 1913. El puerto se desarrollaba a partir del muelle instalado en la ribera occidental del istmo. Este era un malecón de madera, junto al cual estaban los corrales y un galpón para la lana. Frente a ellos, un almacén y una oficina. Desde acá salía un camino a Coyhaique. 

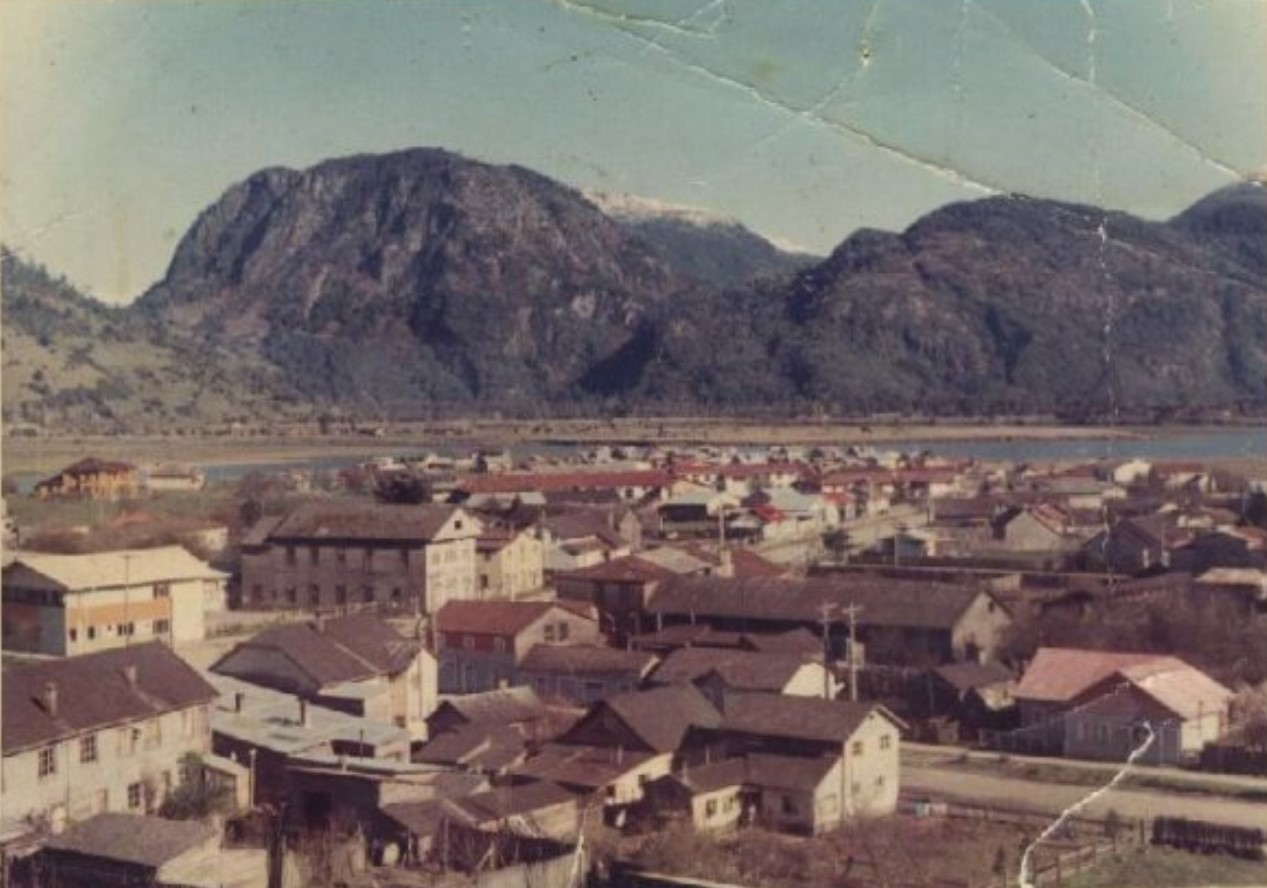
Vista de la ciudad en la década de 1950 desde el cerro Mirador.

En 1920 Puerto Aysén ya contaba con una población de 228 personas y se perfilaba como el asentamiento humano más importante de la zona. Es por eso que en diciembre de 1927 el gobierno de Carlos Ibáñez del Campo emprendió la reorganización de la administración nacional, Puerto Aysén fue elegido como ciudad cabecera del territorio del mismo nombre. El puerto de la SIA adquirió el estatus oficial de ciudad el 28 de enero de 1928. Como capital y punto de entrada de la Patagonia chilena, la ciudad gozó de gran fama y una rica actividad comercial, centrada en la producción maderera y en el comercio de lanas y demás derivados de la actividad ganadera. Naves de hasta 500 toneladas llegaban hasta el puerto remontando el río y conectaban a los habitantes del interior con Puerto Montt y Punta Arenas.

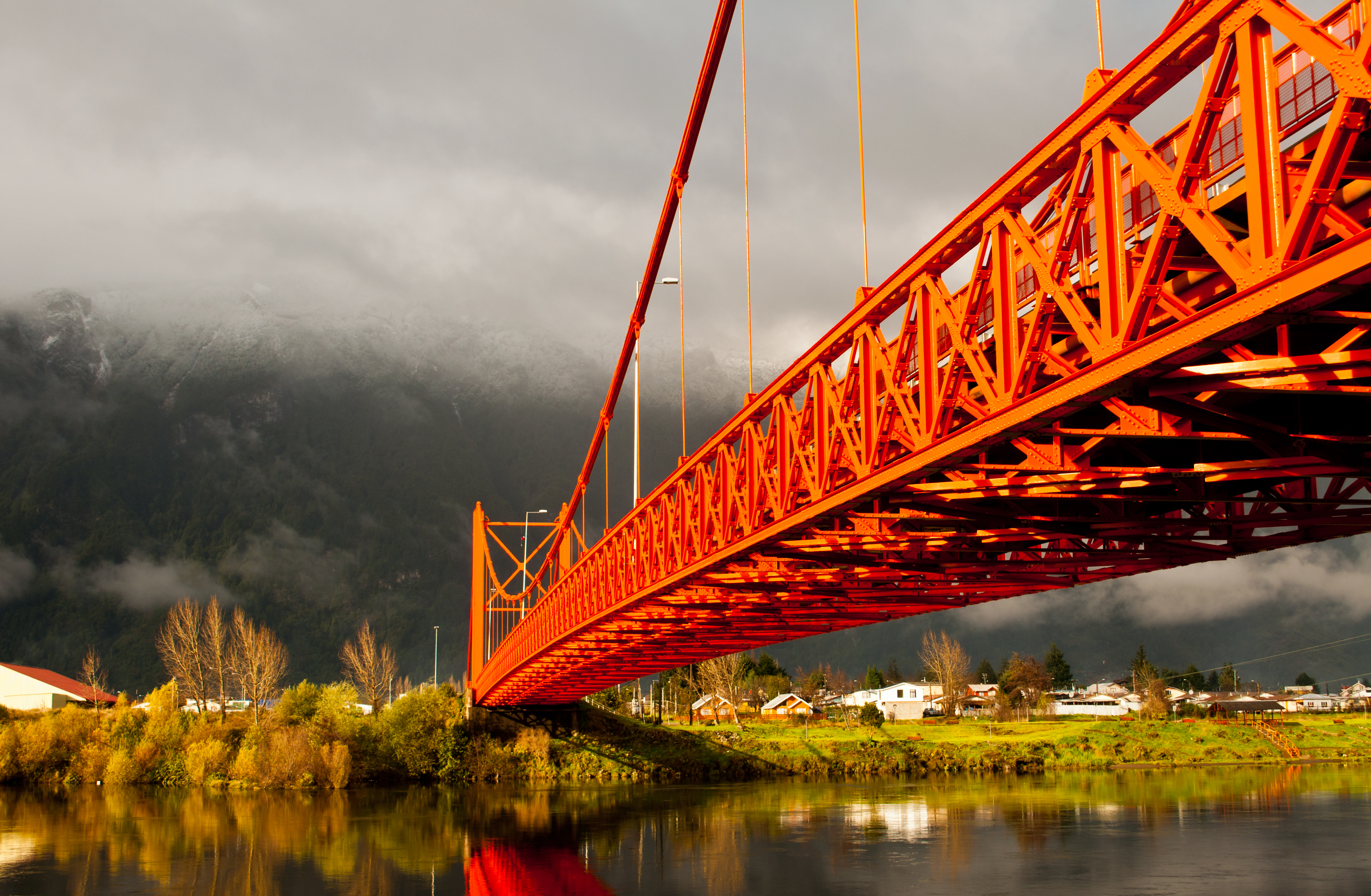
Puente Presidente Ibáñez, Monumento nacional e ícono del Bicentenario.

En 1968, el presidente Eduardo Frei Montalva inaugura el Puente Presidente Ibáñez, uno de los más largos del país, que cruza el río Aysén y que es Monumento nacional desde 2007. La bonanza del puerto se prolongó hasta la década de los 60, en la que el embancamiento del río Aysén, producto de los sedimentos arrastrados desde su cauce superior, impidió la llegada hasta el muelle de embarcaciones de mayor calado. El puerto fue trasladado entonces a su actual ubicación en Puerto Chacabuco. 
En 2007 ocurrió un enjambre sísmico con epicentro en la ciudad de Puerto Aysén.
En febrero de 2012 la ciudad fue el centro de una serie de protestas realizadas en diversos puntos de la región, teniendo como principal petición la mejora en las condiciones de vida en la zona. Estos eventos permitieron levantar a Iván Fuentes como figura local de importancia nacional en el año 2012.

## Economía
La designación de Coyhaique como capital regional en 1976 acentuó la decadencia económica de la ciudad, que se vino a recuperar solamente a finales de los '80, cuando la llegada de industrias salmoneras dieron un nuevo impulso a la economía local.
En 2012, la economía de la ciudad se basa en el turismo (especialmente hacia la Laguna San Rafael) y la industria pesquera, especialmente de salmones. La perspectiva de un trabajo en esta industria ha provocado fuerte inmigración, fenómeno que se ha traducido en la última década en un aumento demográfico de Puerto Aysén. Esta situación, sin embargo, se detuvo con los enjambres sísmicos que han afectado a toda la zona del fiordo de Aysén desde enero de 2007.
En la actualidad, Puerto Aysén combina el desarrollo industrial con una creciente vocación turística. Gracias a su cercanía con destinos como el Parque Nacional Queulat y Laguna San Rafael, la ciudad se ha posicionado como base estratégica para la exploración de la Patagonia norte. El auge del turismo ha generado una diversificación de servicios, incluyendo alojamiento, gastronomía local, transporte y actividades de naturaleza. Además, Puerto Aysén se ha consolidado como un punto de acceso a la Carretera Austral, con buena conectividad terrestre y fluvial a través del cercano puerto de Chacabuco.

### Auge económico
En 1985 la población de esa ciudad apenas alcanzaba los 5000 habitantes, pero las empresas salmoneras comenzaron a instalarse, por lo que población proveniente de las regiones Metropolitana, Araucanía, Los Lagos y Magallanes llegaron a esta ciudad y con ellos se instalaban nuevos liceos, colegios, servicios financieros y una nueva imagen de Aysén. La cantidad de nacidos se triplicó y ya en 1990 la ciudad tenía 10 000 habitantes.

## Infraestructura
En los últimos años se inauguró el polideportivo más moderno de la ciudad, la remodelación del cerro Mirador, la plaza de armas, la construcción de la carretera Austral , un by-pass entre camino Viejo y camino a Puerto Chacabuco para descongestionar el puente Presidente Ibáñez sólo para vehículos menores y la transformación túristica de los cerros aledaños..
Debido al nacimiento de nuevas poblaciones fue necesario una nueva planificación local para regular el crecimiento (Plano regulador del 2012). hoy se nota que la expansión de la ciudad se produce en:
- Sector Norte: eje Eusebio Ibar - Pangal
- Sector Sur: eje Camino a Puerto Chacabuco - Kalstrom
- Sector Noreste: eje Pangal - Sargento Aldea - Camino a Coyhaique
- Sector Sureste: eje Humberto García - Manuel Jiménez

Y el avance de la tecnología permitió que esta ciudad pasara de ser casi unas de las ciudades más atrasadas del país en los 90 a una de las ciudades más modernas y desarrolladas.
En mayo de 2013, el presidente Sebastián Piñera puso la primera piedra de lo que sería el nuevo Hospital de Puerto Aysén, con un costo de 56 millones de dólares, descongestionando el colapsado hospital regional de Coyhaique y también actualizar el actual que databa de los años 60 (ya colapsada desde el 2005) y que fue inaugurada el día 2 de octubre de 2017

## Clima
Puerto Aysén es uno de los poblados más lluviosos de Chile con una media de 2.961 mm al año. Las precipitaciones se caracterizan por tener una distribución homogénea todo el año, aunque con un máximo invernal.
Climáticamente, corresponde a un clima oceánico y según la clasificación climática de Köppen es un clima templado lluvioso sin estación seca (Cfb), aunque si consideramos la variación de Köppen de 0 °C el mes más frío, en lugar de -3 °C, sería un clima continental oceánico (Dfb).
| Parámetros climáticos promedio de Puerto Aysén, Chile                                                  | Parámetros climáticos promedio de Puerto Aysén, Chile | Parámetros climáticos promedio de Puerto Aysén, Chile | Parámetros climáticos promedio de Puerto Aysén, Chile | Parámetros climáticos promedio de Puerto Aysén, Chile | Parámetros climáticos promedio de Puerto Aysén, Chile | Parámetros climáticos promedio de Puerto Aysén, Chile | Parámetros climáticos promedio de Puerto Aysén, Chile | Parámetros climáticos promedio de Puerto Aysén, Chile | Parámetros climáticos promedio de Puerto Aysén, Chile | Parámetros climáticos promedio de Puerto Aysén, Chile | Parámetros climáticos promedio de Puerto Aysén, Chile | Parámetros climáticos promedio de Puerto Aysén, Chile | Parámetros climáticos promedio de Puerto Aysén, Chile |
| Mes | Ene.                                                  | Feb.                                                  | Mar.                                                  | Abr.                                                  | May.                                                  | Jun.                                                  | Jul.                                                  | Ago.                                                  | Sep.                                                  | Oct.                                                  | Nov.                                                  | Dic.                                                  | Anual                                                 |
| --- | ----------------------------------------------------- | ----------------------------------------------------- | ----------------------------------------------------- | ----------------------------------------------------- | ----------------------------------------------------- | ----------------------------------------------------- | ----------------------------------------------------- | ----------------------------------------------------- | ----------------------------------------------------- | ----------------------------------------------------- | ----------------------------------------------------- | ----------------------------------------------------- | ----------------------------------------------------- |
| Temp. máx. abs. (°C)                                                                                   | 34.9                                                  | 36.3                                                  | 25.1                                                  | 20.0                                                  | 19.0                                                  | 13.9                                                  | 12.2                                                  | 15.0                                                  | 21.1                                                  | 22.2                                                  | 27.8                                                  | 32.0                                                  | 36.3                                                  |
| Temp. máx. media (°C)                                                                                  | 17.9                                                  | 17.8                                                  | 16.0                                                  | 12.9                                                  | 7.7                                                   | 3.2                                                   | 1.9                                                   | 3.6                                                   | 8.0                                                   | 13.5                                                  | 15.4                                                  | 17.2                                                  | 12.8                                                  |
| Temp. media (°C)                                                                                       | 13.6                                                  | 13.2                                                  | 11.5                                                  | 8.2                                                   | 2.7                                                   | -1.3                                                  | -2.9                                                  | 3.1                                                   | 4.9                                                   | 9.1                                                   | 11.4                                                  | 12.9                                                  | 9.0                                                   |
| Temp. mín. media (°C)                                                                                  | 12.0                                                  | 10.6                                                  | 8.3                                                   | 4.5                                                   | 0.7                                                   | -3.4                                                  | -3.8                                                  | -1.8                                                  | 2.8                                                   | 5.6                                                   | 7.7                                                   | 9.1                                                   | 6.0                                                   |
| Temp. mín. abs. (°C)                                                                                   | -1.1                                                  | 1.1                                                   | 2.2                                                   | -4.2                                                  | -12.8                                                 | -22.1                                                 | -26.1                                                 | -21.1                                                 | -15.8                                                 | -7.1                                                  | -2.1                                                  | 2.2                                                   | -26.1                                                 |
| Precipitación total (mm)                                                                               | 195.7                                                 | 158.9                                                 | 165.8                                                 | 239.0                                                 | 320.1                                                 | 283.1                                                 | 280.0                                                 | 257.6                                                 | 209.1                                                 | 162.8                                                 | 167.5                                                 | 207.5                                                 | 2647.1                                                |
| Humedad relativa (%)                                                                                   | 83                                                    | 84                                                    | 86                                                    | 89                                                    | 91                                                    | 92                                                    | 91                                                    | 90                                                    | 87                                                    | 84                                                    | 82                                                    | 81                                                    | 86.7                                                  |
| Fuente n.º 1: Meteorología Interactiva                                                                 |                                                       |                                                       |                                                       |                                                       |                                                       |                                                       |                                                       |                                                       |                                                       |                                                       |                                                       |                                                       |                                                       |
| Fuente n.º 2: World Climate Charts (humidity), Sistema de Clasificación Bioclimática Mundial (records) |                                                       |                                                       |                                                       |                                                       |                                                       |                                                       |                                                       |                                                       |                                                       |                                                       |                                                       |                                                       |                                                       |

## Atractivos y alrededores
- Puertos Fluviales: Se llaman Aguas Muertas y Los Palos, y son muy pintorescos.  Sector aguas muertas

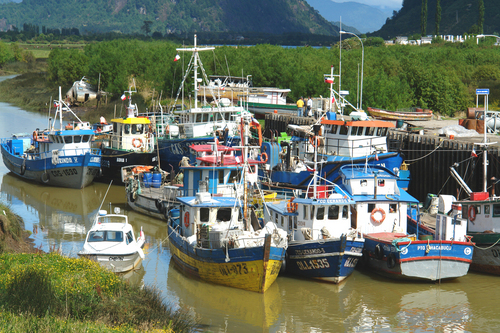
Sector aguas muertas

- Centro turistico Bahia Alcantilada: Distante a 9 km de la ciudad, se constituye como balneario que cuenta con rampas, estacionamiento, servicio de botes, zona de juegos, zona de baño, quinchos, mirador.
- Puerto Chacabuco: Tras cruzar el puente colgante y avanzar 14 km llegará al muelle y la rampa de embarque. Es un activo puerto.
- Parque nacional Río Simpson: El camino a Coyhaique bordea el río donde se inicia el parque de igual nombre. Hay sala de exposición que ilustra sobre su riqueza botánica.
- Villa Mañihuales: Se encuentra a 60 km. Cuenta con hotel, y restaurantes.

## Medios de comunicación
En Puerto Aysén se recibe de Coyhaique el periódico de circulación regional El Divisadero, asimismo los diarios de circulación nacional llegan por lo menos a las 5 de la tarde. La ciudad cuenta con dos cadenas de televisión local, Aysén TV y Canal 11 TV Aysén. Por su parte las radios locales más importantes son Radio Las Nieves, Radio Milenaria, Radio Apocalipsis y Radio Ventisqueros.

### Radioemisoras
FM
Las siguientes son las radios FM que transmiten oficialmente en Puerto Aysén, esto debido a que este artículo ha sido vandalizado con información falsa e incoherencias que pueden confundir al lector
- 88.3 MHz Radio Virtual (Coyhaique) XQD452
- 89.3 MHz Radio Al Sur (Local - Castro) XQD754
- 90.7 MHz Radio Santa María (Coyhaique) XQD373
- 92.3 MHz Arcoíris FM (Local) XQD095
- 93.5 MHz Nuevo Tiempo (Chillán) XQD441
- 94.1 MHz Inicia Radio (Santiago) XQD084
- 94.7 MHz Radio Milenaria (Local) XQD148
- 96.9 MHz Radio Cooperativa (Santiago) XQD346
- 98.7 MHz Radio Nahuel (Local - Castro) XQD747
- 99.3 MHz Panorámica Radio (Local) XQD631
- 100.7 MHz Radio Edelweiss (Temuco) XQD752
- 101.3 MHz Radio Mirador (Temuco) XQD804
- 102.9 MHz Radio Las Nieves (Local) XQD169
- 103.5 MHz Radio Apocalipsis (Coyhaique) XQD334
- 106.1 MHz Radio Ventisqueros (Coyhaique) XQD161

AM
- 610 kHz Radio Puerto Aysén (sin emisión actualmente)

### Televisión
TDT
- 7.1 - Chilevisión HD
- 7.2 - UChile TV
- 7.31 - Chilevisión One Seg
- 10.1 - TVN HD
- 10.2 - NTV
- 10.31 - TVN One Seg
- 13.1 - Canal 13 HD
- 13.2 - T13 En Vivo
- 13.31 - Canal 13 One Seg

Cable
- 5 - Telesur Aysén
- 11 - Canal 11 TV Aysén
- 56 - Via Austral
- 67 - Aysén TV